# Hussein Bassir
Hussein Bassir (arabisch حسين عبد البصير Husein ʿAbd al-Bassīr; * 1973 in Kairo) ist ein ägyptischer Archäologe und Mitglied des Obersten Staatsrats für Altertum.
Er forschte unter anderem an den Pyramiden von Gizeh und war einer der Leiter der Ausgrabungsgruppe im Tal der goldenen Mumien der Bahariya-Oase. 1994 erhielt er den B.A. in Ägyptologie von der Universität Kairo. Im Jahre 2004 erhielt er den M.A. in Orientalistik („Near Eastern Studies“) von der Johns Hopkins University in Baltimore, Maryland, USA, wo er zurzeit auch  promoviert.
Auch ist er Autor mehrerer Prosawerke in arabischer Sprache, wie z. B. Auf der Suche nach Khnum und Das alte rote Nilpferd.
Vor seinem USA-Studium arbeitete er als Mitglied des von Dr. Zahi Hawass geleiteten archäologischen Teams. Er beteiligte sich auch an vielen archäologischen Ausgrabungen aus Ägypten. Zu seinen Werken zählen Kommentare über arabische Literatur und Film, Ägyptologie und Archäologie. Er ist gegenwärtig Mitglied des Obersten Staatsrats für Altertum im Kultusministerium von Ägypten.